# Cine directo
El cine directo es un género documental que se originó entre 1958 y 1962 en Norteamérica, principalmente en la provincia canadiense de Quebec y en los Estados Unidos, y que Jean Rouch desarrolló en Francia. Parecida en muchos sentidos al género de cine de realidad, se caracterizó inicialmente por el deseo de los cineastas de filmar directamente la realidad y representarla de forma sincera, y de resolver la relación de la realidad con el cine.

## Orígenes
“El cine directo es el resultado de dos factores predominantes y relacionados entre sí: el deseo de un nuevo realismo cinematográfico y el desarrollo de las herramientas necesarias para alcanzar este deseo” (Monaco 2003, pg. 206). Muchos aspectos tecnológicos, ideológicos y sociales contribuyen al movimiento del cine directo y le han hecho un hueco en la historia del cine. 

### Cámaras livianas
Se hizo posible el cine directo, en parte, por la llegada de las cámaras portátiles y livianas, que permitían las cámaras en mano y más intimidad en la filmación de películas. Se produjeron movimientos que son el sello característico visual de este estilo. Las primeras cámaras de este tipo eran alemanas, diseñadas por el cine etnográfico. Se considera a la compañía Arri Group la primera en comercializar ampliamente dichas cámaras, que se desarrollaron por la fotografía aérea durante la Segunda Guerra Mundial. Las cámaras portátiles y fáciles de obtener jugaron un papel importante, pero la existencia de estas cámaras por sí mismas no desencadenaron el nacimiento del cine directo.

### Propósito: veracidad
La idea del cine como un espacio objetivo ha estado presente desde su nacimiento. El Kino-Pravda (literalmente “cine de verdad”), que se puede remontar a los años 20, lo practicó Dziga Vertov quién articuló esta idea, donde también se puede observar la influencia del futurismo.
Antes de los sesenta y el nacimiento del cine directo, los conceptos de propaganda, formación cinematográfica y películas documentales se definían aproximadamente en el público. Muchos espectadores veían el cine en su objetividad ontológica como una realidad capturada y un medio de educación universal, al igual que lo fue la fotografía en sus primeros años. Los documentales de los cincuenta permiten conocer el nivel de comprensión que aquellos espectadores tuvieron sobre la manipulación y mise-en-scène en las películas que se rodaron durante los “sets documentales”. El cine directo adquirió su importancia en la perspectiva de la evolución popular de las ideas sobre la realidad y los medios de comunicación.

### El sonido antes de los 60
Antes del uso del pilottone (inventado en 1954) y del Nagra III (1961), la maquinaria de grabación de sonido pesaba mucho o era muy inestable. Durante los años 50 y 60 se intentaron hacer muchas cosas para resolver este problema. Por ejemplo, en la National Film Board of Canada (NFB) se diseñó un sistema llamado “Sprocketape”, pero no acabó de imponerse. 
En el mejor de los casos, el sonido documental se grababa antes, en entrevistas, o mucho más tarde en exteriores, con un estudio portátil localizado en una furgoneta insonorizada. Después, los sonidos captados se sincronizaban mediante la edición de audio, produciéndose así las películas con sonido. En otros casos, el audio se grababa como en las películas de ficción: con películas de sonido ambiental, efectos de sonido archivados, efectos de sala o foley y voces que se sincronizan después. 
En otros casos los documentales se realizaban en el estudio. El sonido grabado directamente en el estudio hacía discutible la naturaleza documental de la grabación. Por ejemplo, una producción podía reconstruir un establo en el estudio, con un ingeniero de sonido en una cabina insonorizada. Esto imita la producción de algunos estudios cinematográficos y series de televisión, pero da lugar a una situación surrealista de vacas en un estudio, en lugar de en su hábitat natural, para grabar un documental sobre la agricultura. 
El sonido sincronizado lo usó un cineasta francés, Jean Rouch, en 1960 cuando grabó Chronique d'un été (Crónica de un verano), una película fundamental en la historia del cine directo,  en un estilo de cine de realidad, con una cámara de 16 mm conectada a través del pilottone con un prototipo de Nagra III, una grabadora trasistorizada con control de velocidad electrónico, desarrollada por Stefan Kudelski.

## Aspectos sociales e ideológicos
Gracias a las mejoras de sonido, iluminación y el acceso a equipamiento fotográfico, se produjeron las condiciones técnicas necesarias para el avance del cine directo.  Del mismo modo, también surgieron las situaciones sociales e ideológicas necesarias que llevaron a la aparición del cine directo.
El cine directo parecía reflejar esta nueva actitud; surgió del deseo de comparar las opiniones generales con la propia realidad. Trataba de mostrar cómo eran las cosas en la realidad, fuera del estudio, lejos del control editorial del sistema, bien fuera el gobierno o los principales medios informativos. Lo más destacable fue que el deseo de comparar las opiniones generales y mostrar la realidad se mantuvo siempre bajo control con una aguda conciencia de lo fácil que es mentir con imágenes y sonido. Esta tensión se hallaba justo en el centro del cine directo y dio lugar a su metodología y estilo formal.[cita requerida]

### La imprecisa fórmula de la realidad capturada
La asimilación del poder que tenía el cine para mentir se tradujo en cineastas que probaron métodos más de precisos al realizar sus rodajes. Michel Brault, del National Film Board of Canada, fue el pionero de la grabación con cámara en mano (hand-held camera en inglés); lo que significó la posibilidad de ir en medio de la gente y disponer de un amplio ángulo de grabación. Otros cineastas desarrollaron diferentes métodos para sus grabaciones; algunos insistían en que su sujeto tenía que habituarse a la presencia de la cámara antes de empezar a grabar la versión definitiva. Mientras que otros afirmaban que la técnica de grabación más lógica era aceptar la cámara como un catalizador y reconocer que provocaba reacciones en el sujeto. Esto permitía a los cineastas sentirse libres de pedir a sus actores hacer cualquier cosa que quisieran documentar.
El deseo de capturar la realidad llevó a cuestionar la habilidad de los cineastas de filmar debidamente a quienes ellos no entendiesen totalmente. Por ejemplo, Jean Rouch fue más allá y llegó a entregar la cámara al actor (y al actor secundario) de Moi, un Noir. 
Independientemente de estas prácticas, una cosa es cierta: el cine directo tenía más que ver con las consideraciones éticas en la realización de documentales que con la tecnología. Lo que podría explicar por qué el movimiento comenzó en dos regiones de Norteamérica que vivían un momento de mutación social e ideológica; el Canadá francés (Quebec) y los Estados Unidos, antes de extenderse a América del Sur y Francia. [cita requerida]

## Variantes regionales

### Quebec
El cine directo empezó en 1958 en el National Film Board of Canada en Quebec[cita requerida], al principio de la Revolución tranquila, un período de intenso cambio social y político. 
En esa época, una educación universitaria era una cosa rara para un Québécois. La vida pública era el inglés. Se veía a los habitantes de Quebec por su nueva inteligencia emergente como alienadas y maltratadas. 
Se pueden explicar ese período de complejos cambios culturales y económicos para los quebequenses de habla francesa por la convergencia de 3 fenómenos: 
- La llegada del Estado del bienestar a Quebec que acompaña su Anglicización institucional.[9]
- Un movimiento nacionalista y social que luchaba contra la discriminación étnica de los canadienses de origen francés.[10]
- El cambio importante industrial y socioeconómico llevados ambos por el baby boom y por la extraordinaria riqueza de la posguerra (1645-1975) en Quebec (y Canadá) que significaba el final de una vida rural más tradicional.

Las consecuencias de estos tres movimientos cambiaron profundamente la sociedad de Quebec y dieron lugar a una gran variedad de perspectivas de los intelectuales y artistas en la sociedad colonizada.
Los cineastas tratarían simultáneamente de compartir su conciencia social, de mejorar las condiciones de vida de los quebequenses y de traer la independencia nacional, provocando y documentando esta transformación, y mantener al mismo tiempo un historial de las tradiciones que desaparecen en una sociedad que cambia rápidamente.
La película de referencia Les Raquetteurs (1958), codirigida por Michel Brault y Gilles Groulx, es un ejemplo clave [cita requerida], tal como se muestra Groulx en 1961 en Golden Gloves.
Las técnicas del cine directo fueron también incorporadas en muchas películas de ficción clave del período, como Le chat dans le sac (1964) y La vie heureuse de Léopold Z (1965).

### EE. UU.
En los Estados Unidos, Robert Drew, una periodista de la revista Life durante la guerra, decidió aplicar el estilo del fotoperiodista a las películas. Fundó Drew Associates (que incluían Richard Leacock, DA Pennebaker, Terence Macartney-Filgate, y Albert y David Maysles). Empezaron a experimentar con las tecnologías, sincronizando camera y sonido con las partes de un reloj. En 1960, este grupo produjo 3 películas para Time-life Broadcast: Yanqui, No!, Eddie (En el Polo), y Primary.
Yanqui, No! se basa en las tensiones que existen entre América del Sur y los Estados Unidos. Este largometraje demuestra el sentimiento antiamericano que oculta la población. Primary  (un documental que trata sobre la campaña primarista presidencial demócrata de Wisconsin de 1960, en la cual se enfrentaron John F. Kennedy y Hubert H. Humphrey) ayudó a definir el estilo del cine directo y con la ayuda de Time-Life Broadcast lo dio a conocer ante un público amplio.  La película revela cómo funcionaban las elecciones primarias en EE. UU. durante la época de auge del cine directo. Tras estos polémicos experimentos, Time-Life Broadcast rompió el acuerdo que tenía con Drew Associates. De esta forma, Drew Associates siguió por su cuenta.
El 11 de junio de 1963, George Wallace, Gobernador de Alabama, bloqueó la entrada de la Universidad de Alabama con el fin de impedir la integración. Su oposición a la orden judicial se convirtió rápidamente en un asunto nacional de EE. UU. Drew Associates tenía un cámara en la oficina Oval, el cual grabó las reuniones de esta crisis. El resultado se emitió en televisión en octubre de 1963. Crisis: Behind a Presidential Commitment (Crisis: detrás de un compromiso presidencial) no sólo avivó las disputas acerca del Movimiento por los Derechos Civiles, sino que también desencadenó una profunda reflexión sobre el poder político del cine directo. Desde ese momento, los políticos tuvieron más cuidado a la hora de permitir el acceso de los documentalistas.

## Cine directo y cine de realidad
El cine de realidad tiene muchas semejanzas con el cine directo. El estilo portátil de trabajo de cámara es el mismo. Hay un sentimiento similar de vida real que se despliega ante los ojos de los espectadores. Hay, además, un interés mutuo con las cuestiones sociales y éticas. Tanto el cine de realidad con el cine directo dependen del poder del montaje para dar forma, estructura y significado al material rodado. Algunos historiadores cinematográficos han caracterizado el movimiento del cine directo como una versión norteamericana del movimiento del cine de realidad. En Francia, el último ejemplo fue Chronique d'un été de Jean Rouch (1961). Para estos historiadores el cine de realidad se caracteriza por el uso de la cámara para provocar y revelar. 
Por otra parte, el cine directo se ha observado de forma rigurosa. Se basa en el acuerdo del director de cine, los sujetos y la audiencia para actuar como si la presencia de la cámara no alterara de alguna forma la grabación. Tales afirmaciones de que no haya intervenciones han sido criticadas por críticos e historiadores.

### Opiniones de cineastas sobre este tema
En una entrevista en 2003 (Zuber), Robert Drew explicó como veía las diferencias entre el cine de realidad (o cinéma vérité) y el cine directo:
"Había hecho Primary y algunas otras películas. Luego me marché a una conferencia en Francia con Leacock  [la reunión de 1963 patrocinada por la Radio Televisión Française]. Me sorprendí al ver a los cineastas de cine de realidad acercándose a la gente por las calles con un micrófono (Crónica de un verano). Mi objetivo era capturar la vida real sin inmiscuirme en ella. Entre nosotros había una contradicción. No tenía sentido. Ellos tenían un cámara, un hombre de sonido, y unos seis más ─ un total de unas ocho personas de personal en las escenas. Era un poco como los Hermanos Marx. Mi idea era tener a una o dos personas, discretas, capturando el momento."
Jean Rouch declaró que el cine de realidad proviene de Brault y de la NFB. Aun así los pioneros del modelo de Brault, Pierre Perrault y otros, nunca utilizaron el término de cine de realidad para describir su trabajo, y de hecho encontraban el término pretencioso. Preferían el "cine directo". La expresión como la forma del cine de realidad puede verse, por lo tanto, como la vuelta de Francia respecto a la idea de cine directo de Brault y sus compañeros de la sección francesa de la NFB en Canadá.
Cine de realidad llegó a convertirse en un término que, en inglés, se aplicó para todo, desde para dar nombre a una escuela de pensamiento, o a un género de cine, hasta a utilizarse para los anuncios.

## Ejemplos de documentales de cine directo
- On the Bowery – Lionel Rogosin, 1956 (docufiction)
- Crisis: Behind a Presidential Commitment – Robert Drew, 1963
- The Chair – Robert Drew, 1963
- Meet Marlon Brando – Albert y David Maysles, 1966
- Dont Look Back – D. A. Pennebaker, 1967
- Chiefs – Richard Leacock, 1968
- Salesman – Albert y David Maysles, 1969
- Gimme Shelter – Albert y David Maysles, 1970
- Tread – Richard Leacock, 1972
- Changing Tides – Ricardo Costa, 1976
- Brothers' Keeper – Joe Berlinger y Bruce Sinofsky, 1992
- Neukölln Unlimited – Agostino Imondi y Dietmar Ratsch, 2010
- Sofia's Last Ambulance- Ilian Metev, 2012